# Polyplectropus alpheios
Polyplectropus alpheios är en nattsländeart som beskrevs av Malicky 1997. Polyplectropus alpheios ingår i släktet Polyplectropus och familjen fångstnätnattsländor. Inga underarter finns listade i Catalogue of Life.